# Papilio rex
Papilio rex är en fjärilsart som beskrevs av Charles Oberthür 1886. Papilio rex ingår i släktet Papilio och familjen riddarfjärilar. Inga underarter finns listade i Catalogue of Life.

## Bildgalleri

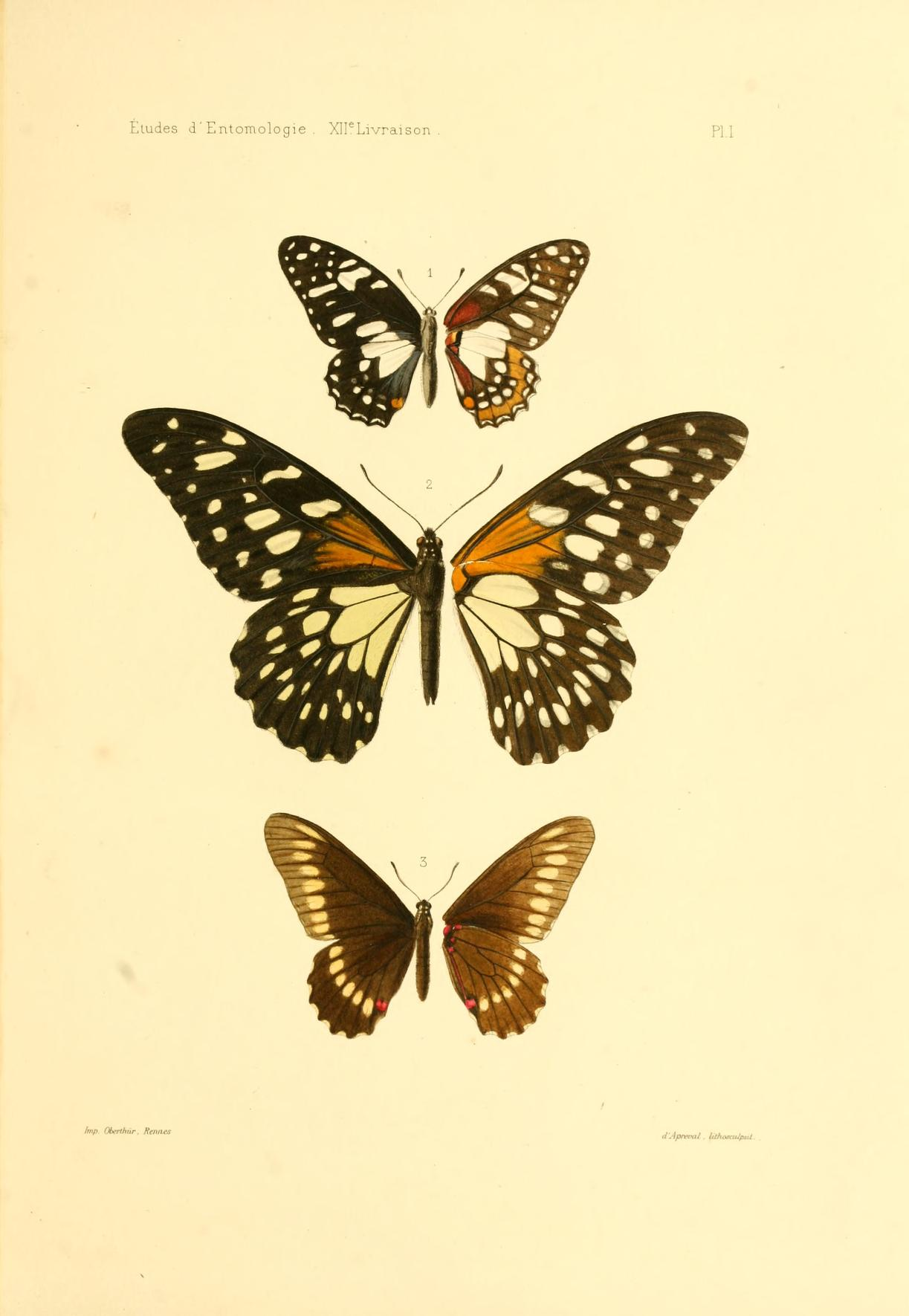
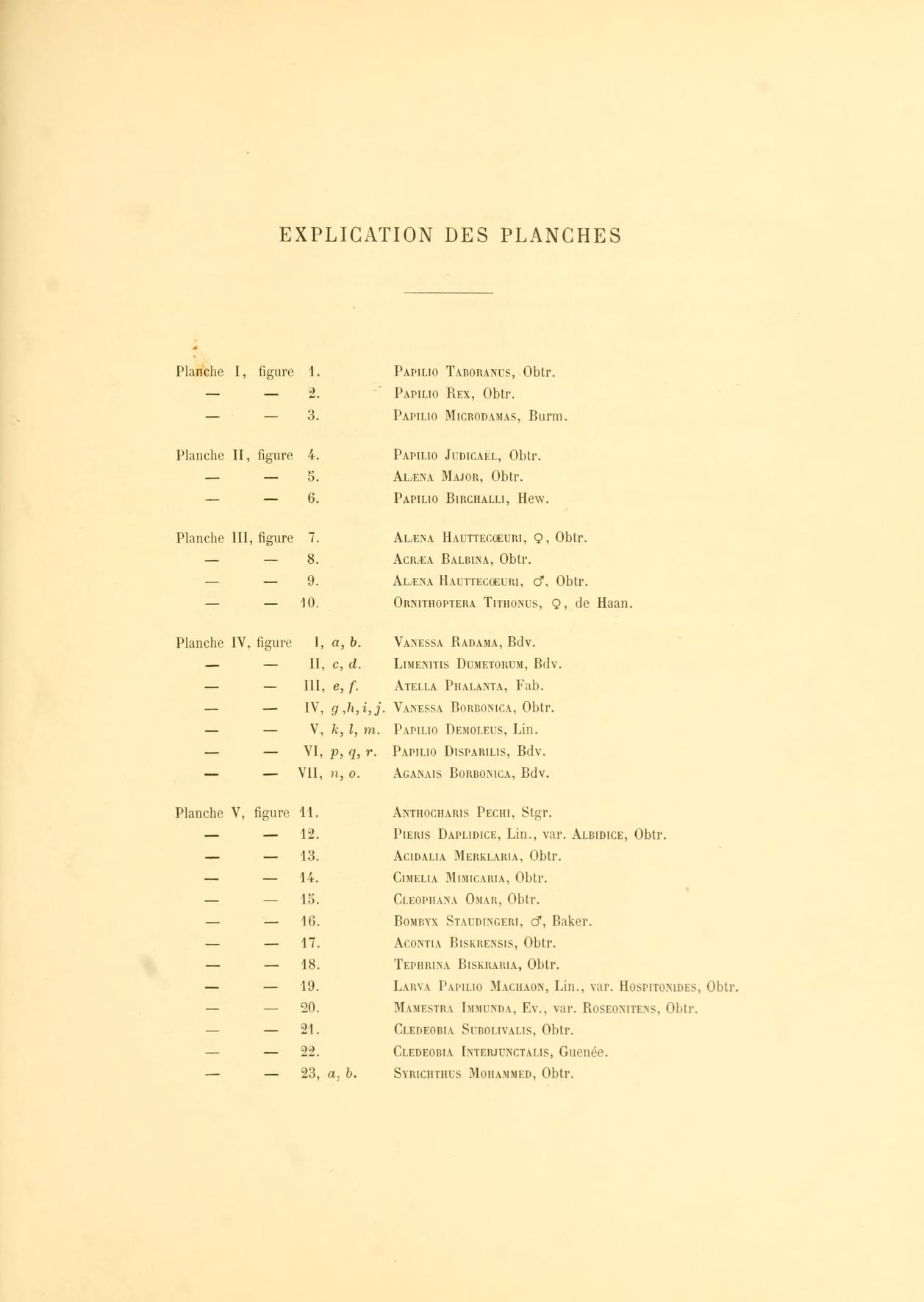
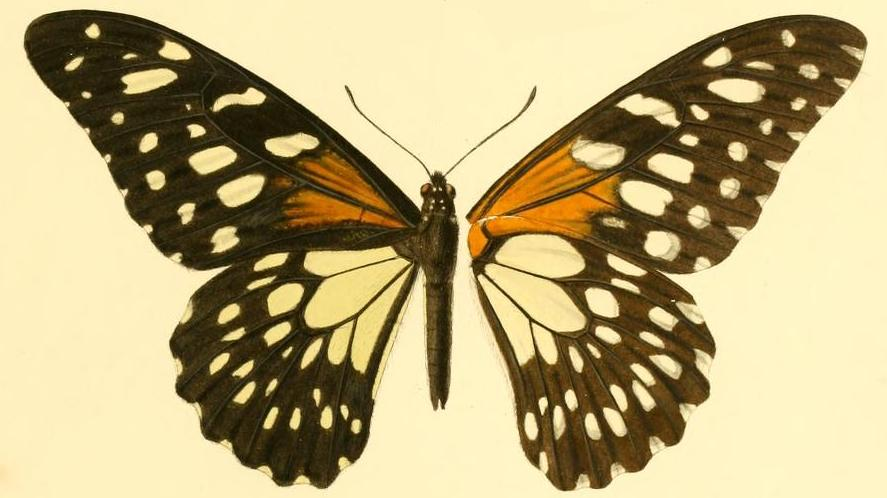
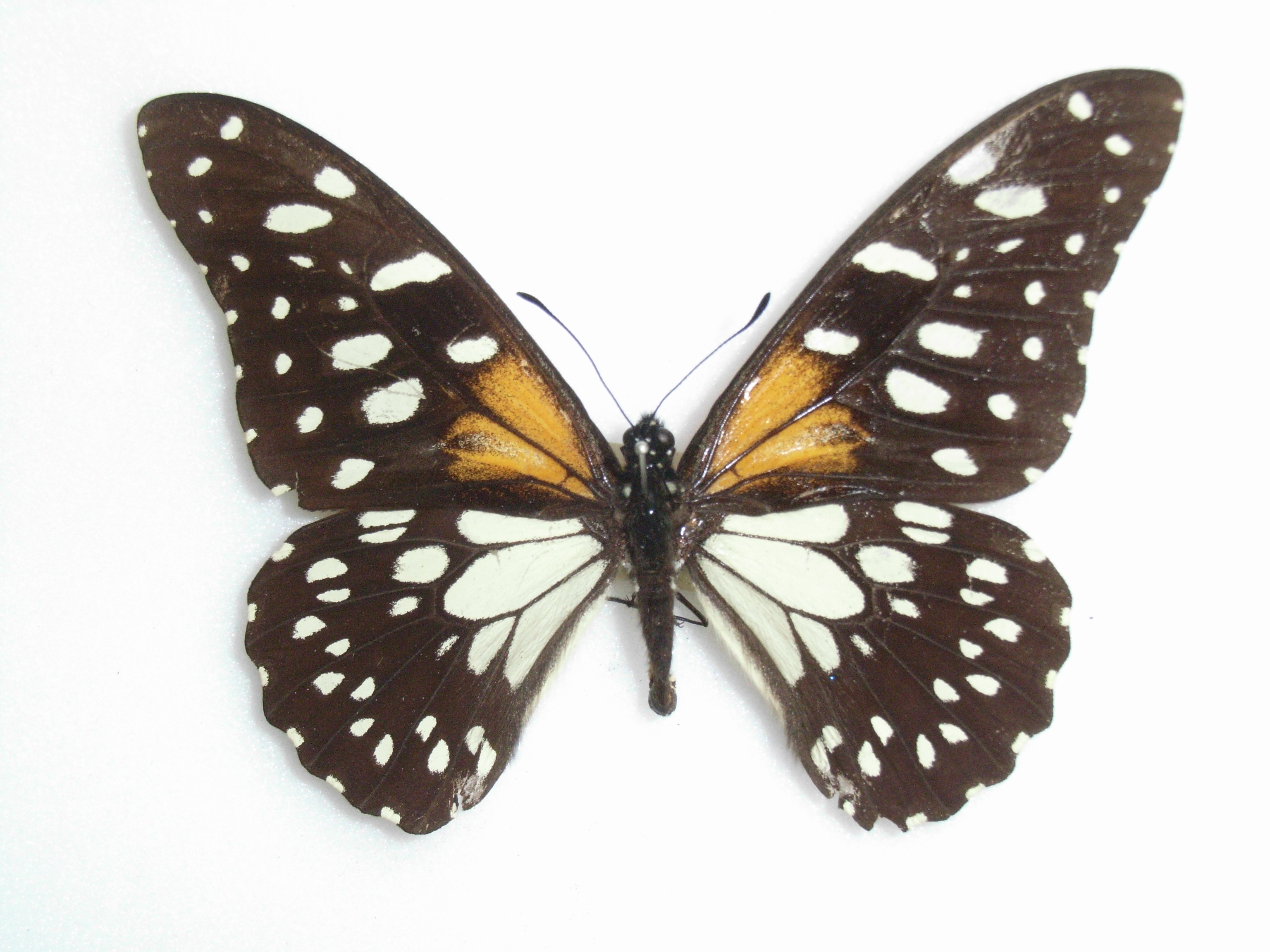
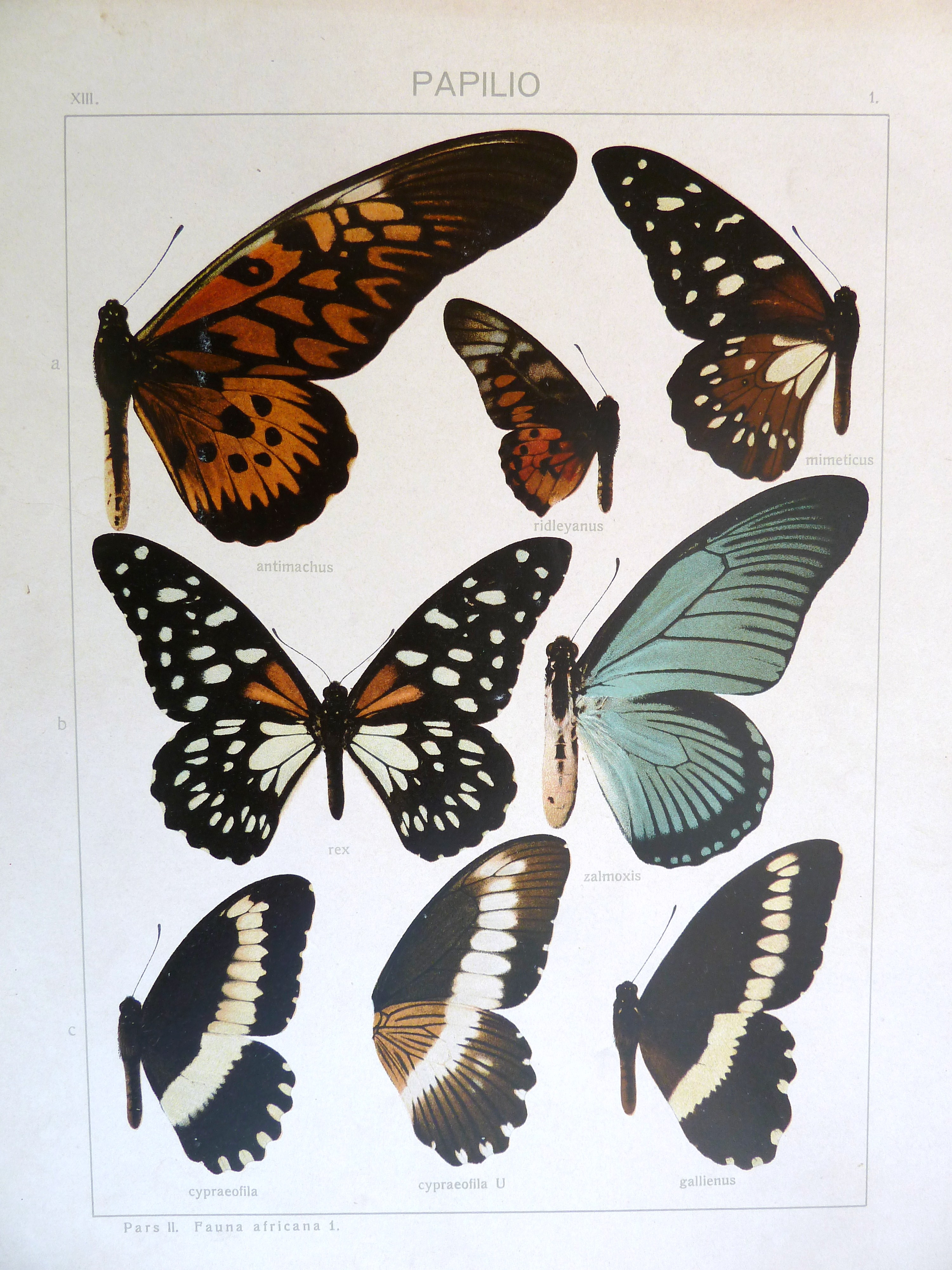